# Гришино (Алтайский край)
Гри́шино — село в Заринском районе Алтайского края России. Административный центр Гришинского сельсовета.

## История
Было основано в 1809 году переселенцем из Воронежской губернии Григорием Колесовым.

## География
Находится на северо-востоке края, в юго-западной части района, на берегах реки Крутиха (приток реки Чумыш).
Абсолютная высота 212 метров над уровнем моря.
Расстояние до города Заринска 10 км.
Уличная сеть
включает в себя 6 улиц.
Климат
континентальный. Средняя температура января −17,7 °C, июля +19,2 °C. Годовое количество атмосферных осадков — 450 мм.

## Население
| 1997 | 1998 | 1999 | 2000 | 2001 | 2002 | 2003 | 2004 | 2005 |
| ---- | ---- | ---- | ---- | ---- | ---- | ---- | ---- | ---- |
| 598  | ↘587 | ↗598 | ↘595 | ↗602 | ↘558 | ↘557 | ↘542 | ↗543 |
| 2006 | 2007 | 2008 | 2009 | 2010 | 2011 | 2012 | 2013 |      |
| ↘525 | ↗542 | ↘531 | ↘520 | ↗522 | ↘514 | ↘490 | ↘476 |      |

национальный состав
Согласно результатам переписи 2002 года, в национальной структуре населения русские составляли 92 % от 558 жителей.

## Инфраструктура
Имеется основная общеобразовательная школа, дом культуры, фельдшерско-акушерский пункт, отделение «Почты России». Действует сельскохозяйственный кооператив «Жданова».

## Транспорт
Село доступно по дороге общего пользования межмуниципального значения «Заринск — Гришино — Зудилово» (идентификационный номер 01 ОП МЗ 01Н-1305).